# Bildflug
Als Bildflug wird in der Geodäsie und Photogrammetrie das streifenförmige Abfliegen von Gebieten zur Herstellung von Geländemodellen oder Landkarten bezeichnet. Auf der Unterseite des Flugzeugs ist eine spezielle Messkamera montiert, die in festgelegten Abständen senkrechte Luftbilder aufnimmt.

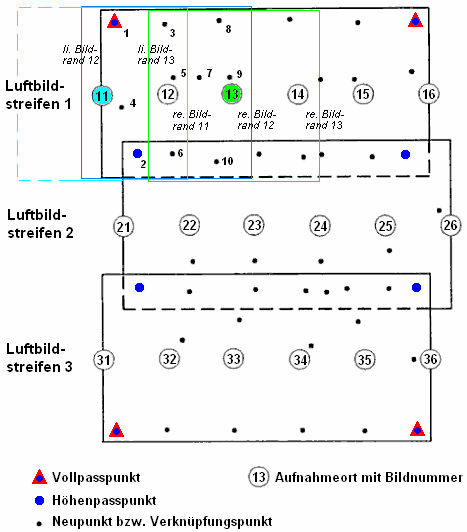
Bildverband zur Landkartenherstellung. Drei Reihen von Luftbildern mit etwa 60 % Längs- und 25 % Querüberdeckung werden rechnerisch zu einem Bildblock zusammengefügt.

Bei der klassischen Reihenbildkamera wird der Verschluss automatisch durch einen Überdeckungsregler ausgelöst, wobei die Längsüberdeckung üblicherweise 60 Prozent beträgt. Dieser Überdeckungsbereich kann dann bei jedem aufeinanderfolgenden Bildpaar mittels Stereofotogrammetrie ausgewertet werden. Neuere Systeme regeln die Überdeckung durch eine Kombination aus Flugnavigation, Höhenmessung über Grund und GPS-Routenvermessung.
Meist wird das Gelände in Form eines rechteckigen Bildblocks beflogen, was neben der o. a. Längsüberdeckung auch eine ausreichende Querüberdeckung der einzelnen – gegenläufig geflogenen – Bildstreifen von 20 bis 25 % erfordert. So wird das aufgenommene Gelände nach und nach mäanderförmig abgedeckt und jeder Bodenpunkt scheint auf mehreren Bildern auf. Bei der anschließenden Auswertung wird das überflogene Gebiet mittels terrestrisch eingemessener Passpunkte in das Koordinatensystem der Landesvermessung transformiert.
Als Alternative zu Bildblöcken kommen heute auch digitale Zeilensensoren zum Einsatz, die das Gelände quer zur Flugrichtung zeilenweise scannen. Der Stereoeffekt wird erzielt, indem das System gleichzeitig Streifen in mehrere Richtungen (z. B. nach vorne und hinten) aufzeichnet. So ist ebenfalls gewährleistet, dass jeder Bodenpunkt zwei- oder dreimal in den Bildern erscheint.
Der Vorläufer der Vermessung mit Luftbildern ist die terrestrische Fotogrammetrie, bei der zwei oder mehrere auf der Erdoberfläche aufgenommene Messbilder ausgewertet werden.